# (12400) Katumaru
(12400) Katumaru (1995 OA1) – planetoida z pasa głównego asteroid okrążająca Słońce w ciągu 3,59 lat w średniej odległości 2,34 j.a. Odkryta 28 lipca 1995 roku.